# James Fraser Stoddart
(Royal Society of Chemistry, Motivazione della Medaglia Davy)
Sir James Fraser Stoddart (Edimburgo, 24 maggio 1942 – 30 dicembre 2024) è stato un chimico britannico, attivo nel campo della chimica supramolecolare e della nanotecnologia, già vincitore nel 2008 della Medaglia Davy e vincitore del premio Nobel per la chimica nel 2016 assieme a Jean-Pierre Sauvage e Ben Feringa per la progettazione e la sintesi di macchine molecolari.

## Carriera
Nel 1967 frequenta la Queen's University in Canada per un periodo di ricerca post-dottorato finanziato dal National Research Council mentre nel 1970 frequenta l'Università di Sheffield come ricercatore con un progetto finanziato dall'Imperial Chemical Industries (ICI). In seguito, diventa lettore in Chimica presso questa università.
Nel 1978 trascorre un periodo in visita all'Università della California a Los Angeles (UCLA) e successivamente lavora presso i laboratori della ICI a Runcorn in Inghilterra, abbandonando così la ricerca universitaria fino al 1981 quando ritorna a Sheffield e, nel 1982, diventa Reader (il livello più alto tra i lettori).
Nel 1980 gli viene conferito il titolo di Dottore in Scienze da parte dell'Università di Edimburgo per la sua ricerca sulla stereochimica oltre la molecola. Nel 1990 ottiene la cattedra di chimica organica all'Università di Birmingham, dove diventa direttore della Scuola di Chimica dal 1993 al 1997, prima di trasferirsi nuovamente all'UCLA nel 1997 quando gli viene offerta la cattedra Saul Winstein in Chimica, succedendo al premio Nobel Donald James Cram.
Nel corso di 35 anni, ha seguito la formazione di quasi 300 studenti di dottorato e ricercatori post-dottorato.

## Ricerca

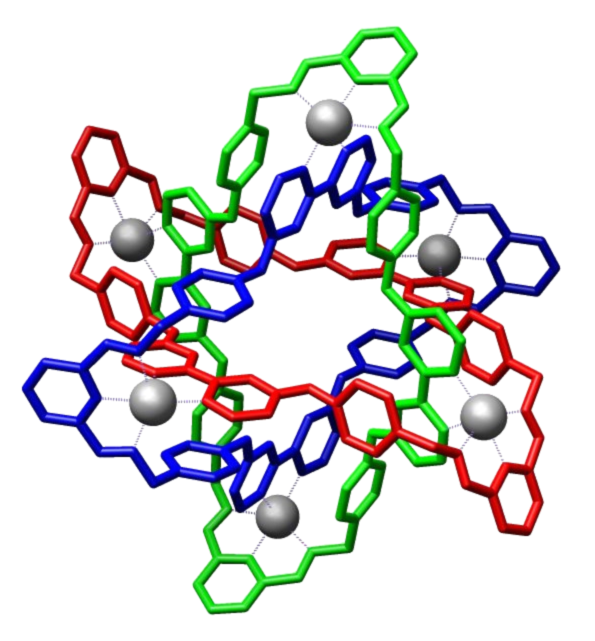
Struttura cristallina di anelli di Borromeo molecolari riportata da Stoddart e collaboratori in Science, 304, 1308-1312.

Uno dei suoi maggiori contributi allo sviluppo delle architetture molecolari meccanicamente interconnesse come i rotaxani e i catenani è stata la messa a punto di protocolli di sintesi efficienti basati sul legame del ciclobis(paraquat-p-fenilene) con guest aromatici elettron-ricchi. Il suo gruppo di ricerca ha riportato la sintesi di avanzata architetture molecolari meccanicamente interconnesse chiamata anelli di Borromeo molecolari attraverso l'uso della chimica dinamica covalente.
Le efficienti procedure messe a punto per sintetizzare queste architetture molecolari sono state applicate per la costruzione degli interruttori molecolari che operano in base al movimento dei vari componenti l'uno rispetto all'altro. Queste molecole interconnesse hanno potenziali utilizzi come sensori molecolari, attuatori e amplificatori e possono essere controllate chimicamente, elettricamente e otticamente.
Stoddart è stato un pioniere nell'utilizzo delle architetture molecolari meccanicamente interconnesse per creare sistemi nanomeccanici. Egli ha dimostrato che tali dispositivi possono essere fabbricati utilizzando una combinazione tra l'approccio bottom-up dell'auto-assemblaggio molecolare e l'approccio top-down della litografia e della microfabbricazione.

### Stile di presentazione
Gli articoli scientifici e tutto il materiale prodotto da Stoddart sono immediatamente riconoscibili per via di un caratteristico stile di rappresentazione simile a un fumetto che ha sviluppato a partire dalla fine degli anni ottanta.
Un cerchio pieno viene spesso posizionato al centro degli anelli aromatici delle strutture molecolare che vengono riportate e vengono utilizzati colori diversi per evidenziare le varie parti delle molecole. Infatti, egli è stato uno dei primi ricercatori a fare un uso estensivo del colore nelle pubblicazioni scientifiche in ambito chimico. I diversi colori generalmente corrispondono alle diverse parti di una rappresentazione "a fumetto" di una molecola ma vengono anche utilizzati per rappresentare proprietà molecolari specifiche (il blu viene utilizzato, ad esempio, per rappresentare unità di riconoscimento elettron-povere mentre il rosso è utilizzato per rappresentare quelle elettron-ricche).
Stoddart mantiene questo schema di colori all'interno di tutte le sue pubblicazioni e presentazioni e il suo stile è stato adottato da altri ricercatori che si occupano di molecole meccanicamente interconnesse ottenute sulla base dei suoi protocolli di sintesi.

### Pubblicazioni
Al 2016 Stoddart ha un h-index di 130. Egli ha pubblicato più di 1000 articoli ed è detentore di almeno dieci brevetti. Nel periodo che va dal gennaio 1997 al 31 agosto 2007, secondo l'Institute for Scientific Information (ISI) egli è stato il terzo chimico più citato con un totale di 14038 citazioni di 304 suoi lavori, con una frequenza di 46,2 citazioni per articolo.
L'Institute for Scientific Information aveva previsto che Stoddart sarebbe stato il probabile vincitore del premio Nobel per la Chimica del 2003 assieme a George M. Whitesides e Seiji Shinkai per i loro contributi nell'auto-assemblaggio molecolare. Il premio è invece stato assegnato a Peter Agre e Roderick MacKinnon.